# Oxycoleus gratiosus
Oxycoleus gratiosus là một loài bọ cánh cứng trong họ Cerambycidae.